# Hajdú Melinda
Hajdú Melinda (Miskolc, 1983. október 23. –) magyar színésznő.

## Életpályája
4 éves korától, 12 éven át a Miskolci Rónai Balettiskola növendéke volt. 2002-ben érettségizett a helyi Fráter György Katolikus Gimnáziumban. 1998-2002 között az Egressy Béni Zeneiskolában is tanult, magánének szakon. 2005-től a Színház- és Filmművészeti Egyetem hallgatója volt.2009-ben kapta meg színészi diplomáját Huszti Péter és Kerényi Imre osztályában. 2009-től a kecskeméti Katona József Színház tagja.

## Fontosabb színházi szerepei
- William Shakespeare: Szentivánéji Álom....  Puck, Vagy Robin-Pajtás, Théseus Ceremóniamestere; Philostrat
- William Shakespeare: Rómeó és Júlia... Capuletné
- Anton Pavlovics Csehov: Ványa Bácsi.... Szofja Alekszandrovna, (Szonya) Szerebrjakov leánya az első házasságából
- Anton Pavlovics Csehov: Apátlanul (Platonov).... Alekszandra Ivanovna (Szása), Platonov felesége, Trileckij húga
- Carlo Goldoni: Chioggiai csetepaté.... Libera, Fortunato felesége
- Federico García Lorca: Vérnász.... Cseléd
- Henrik Ibsen: Gabler Hedda.... Elvstedné
- Arisztophanész: Lüszisztraté.... Kapuslány
- Peter Shaffer: Amadeus.... Constanze Weber, Mozart Felesége
- William Somerset Maugham: Csodás vagy, Júlia.... Joan Denver
- Neil Simon: Furcsa Pár (Női Változat).... Renee
- Thomas Middleton – William Rowley: Átváltozások.... Teresa
- Ray Cooney: A miniszter félrelép.... Pamela
- Robert Harling: Acélmagnóliák.... Anelle Dupoy-Desoto, fodrász-segéd
- Jean de Létraz: Tombol az erény.... Paulette
- Woody Allen: Férjek és feleségek.... Sally
- Elżbieta Chowaniec: Gardénia.... Nő III.
- Csokonai Vitéz Mihály: Dorottya.... Cserházyné
- Csiky Gergely: Buborékok.... Malvin
- Katona József: Bánk bán.... Bendeleiben Izidora, türingiai leány
- Madách Imre: Az ember tragédiája „junior”.... Éva
- Fazekas Mihály – Schwajda György: Lúdas Matyi.... Galiba
- Szép Ernő: Vőlegény.... Duci, Papa és Anya lánya
- Molnár Ferenc: Liliom.... Mari
- Déry Tibor: Az óriáscsecsemő.... Stefánia, szűz
- Karinthy Ferenc: Dunakanyar... Nő
- Kocsis L. Mihály – Cseke Péter: Újvilág passió.... Mária, Jézus Anyja
- Tasnádi István: Memo- A felejtés nélküli ember.... Luca, Lónyai tanítványa
- Bíró Kriszta: A Nyugat női.... szereplő
- Bolba Tamás – Szente Vajk – Galambos Attila: Csoportterápia.... Natasa
- Galambos Attila – Szemenyei János – Réczei Tamás: Winnetou.... Lady Amerika
- Tolcsvay László – Müller Péter – Bródy János: Doctor Herz.... Beryll
- Tolcsvay László – Müller Péter – Müller Péter Sziámi: Isten Pénze.... Fanny, mosónő
- Vajda Katalin: Anconai szerelmesek.... Viktória, magyar lány
- Ganxsta Zolee – Pierrot – Darvasi László: Popeye.... Kalóz Barbara
- Kálmán Imre: Csárdáskirálynő.... Stázi
- Kálmán Imre: Cirkuszhercegnő... Mabel
- Huszka Jenő: Lili Bárónő.... Sasváry Clarisse, színésznő
- Szirmai Albert – Bakonyi Károly – Gábor Andor: Mágnás Miska.... Balogh Mária, konyhalány a Korláth kastélyban
- Zerkovitz Béla – Szilágyi László: Csókos Asszony.... Rica-Maca
- Békés Pál: A kétbalkezes varázsló.... Csikorgó Csőkorgó
- Lázár Ervin: A Négyszögletű kerek erdő.... Dömdödöm
- Nemes Nagy Ágnes – Novák János: Bors néni.... Lackó
- Muszty Bea – Dobay András: Macvedel a kalózkísértet.... Piroska mamája
- Ulrich Hub: Nyolckor A Bárkán.... Hármas Pingvin
- A’la Rossini.... Tisbe, Angelina mostohatestvére
- Kérek Egy Álmot.... S(Z)Árika, kislány, Vödör Ödön unokahúga
- Gioachino Rossini: Hamucipőcske.... szereplő
- Gioachino Rossini – Németh Virág: És közben szól a dal... Cserefes Ildi, Dézi Gazdája
- Igor Stravinsky: A katona története.... Öregasszony
- Igor Stravinsky: A róka.... Tyúk
- Méhes György – Németh Virág: Micsoda Társaság!.... Krisztinka
- Németh Virág: Borban él az élet.... szereplő
- Németh Virág: Lesz vigasz.... szereplő
- Németh Virág: Mátyásmese, avagy hogyan került álruha a királyra?.... szereplő
- Cseke Péter - Kocsis L. Mihály: Újvilág Passió.... Mária, Jézus anyja)
- Ray Cooney: A miniszter félrelép (Pamela)
- Lehár Ferenc: Luxemburg grófja (Kokozov grófnő)
- Szikora Róbert – Lezsák Sándor – Zsuffa Tünde: Az ég tartja a földet –

```
 Erzsébet, a szerelem szentje.... Izolda
```

- Csokonai Vitéz Mihály: Az özvegy Karnyóné s két szeleburdiak.... Karnyóné
- Tim Firth: Naptárlányok.... Celia

## Filmes és televíziós szerepei
- Madárdal (2012)
- Anton Pavlovics Csehov: Apátlanul (Platonov) – A Kecskeméti Katona József Színház előadása (tv-felvétel)

## Díjai és kitüntetései
- Pék Matyi-díj (2009)
- Latabár-díj (Kecskemét, 2012/2013)
- Az évad legjobb színésznője (Kecskemét, 2016/2017)
- Az évad legjobb színésznője (Kecskemét, 2014/2015)
- Legjobb női epizodista (Kecskemét,  2011/2012)
- Ígéretes fiatal tehetség – Színészek az Ifjúságért Alapítvány díja (2010)
- "Maszk Ösztöndíjas"